# 崔煥章
崔煥章（1837年3月26日—？），原名家灝，字瀣生，號少梁，亦號文叔，學籍增生，原籍湖北漢陽府漢陽縣，同治四年（1865年）進士。

## 生平
行三又行四，道光丁酉年二月二十日（1837年3月26日）生於四川省重庆府巴縣。咸豐九年（1859年）己未本省鄉試中式第70名，覆試第一等第一名。同治四年（1865年）乙丑科會試中式第194名。殿試第2甲第32名。朝考第二等第七十四名，欽點翰林院庶吉士。同治十一年，捐雲南雲南府晉寧州知州。